# Hauptstraße (Heidelberg)
A Hauptstraße (em português:  Rua Principal) é a rua central do distrito Altstadt (em português:  Cidade Velha) de Heidelberg, que cruza completamente em seu comprimento total. Atualmente é um calçadão e popular rua de comércio. Nela estão localizados diversos edifícios significativos, como a prefeitura, a Igreja do Espírito Santo (Heiliggeistkirche) e a Providenzkirche.

## Percurso
A Hauptstraße começa na Bismarckplatz e segue até o Karlstor, com curvas muito pouco acentuadas paralelamente ao rio Neckar, atravessando toda a Altstadt. Entre a Theaterstraße e a Universitätsplatz tem um declive suave, condicionado pelo leque aluvial do atualmente canalizado arroio Klingenteichbach. Tem aproximadamente 1,8 km de comprimento. Diversas ruas transversais no sentido norte-sul (a maior parte com a denominação Gasse (em português:  beco)) cruzam em ângulo reto a Hauptstraße. Em seu percurso estão localizadas cinco praças. A Marktplatz já existia com sua função de mercado, enquanto que a Anatomiegarten, Universitätsplatz, Kornmarkt e Karlsplatz foram somente mais tarde estabelecidos, sendo para isto demolidos alguns edifícios.
A numeração das edificações começa na Bismarckplatz, sendo os números ímpares das casas do lado esquerdo (norte) e os pares do lado direito (sul) da rua. O número maior registrado é 251. De 1856 a 1877 a Hauptstraße foi separada em um lado leste e outro oeste com numeração independente.

## História

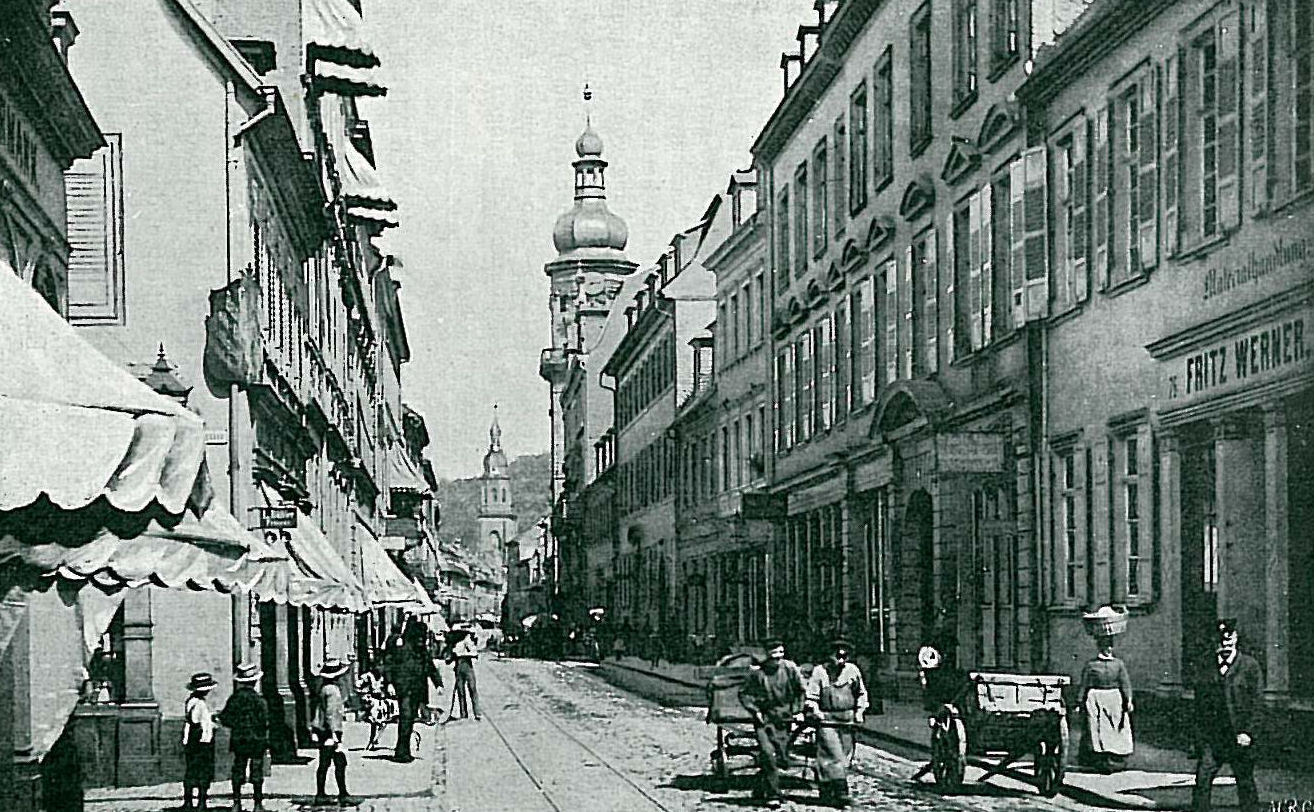
A Hauptstraße ca. 1890 com os trilhos do bonde puxado a cavalo e as torres da Providenzkirche e da Igreja do Espírito Santo ao fundo

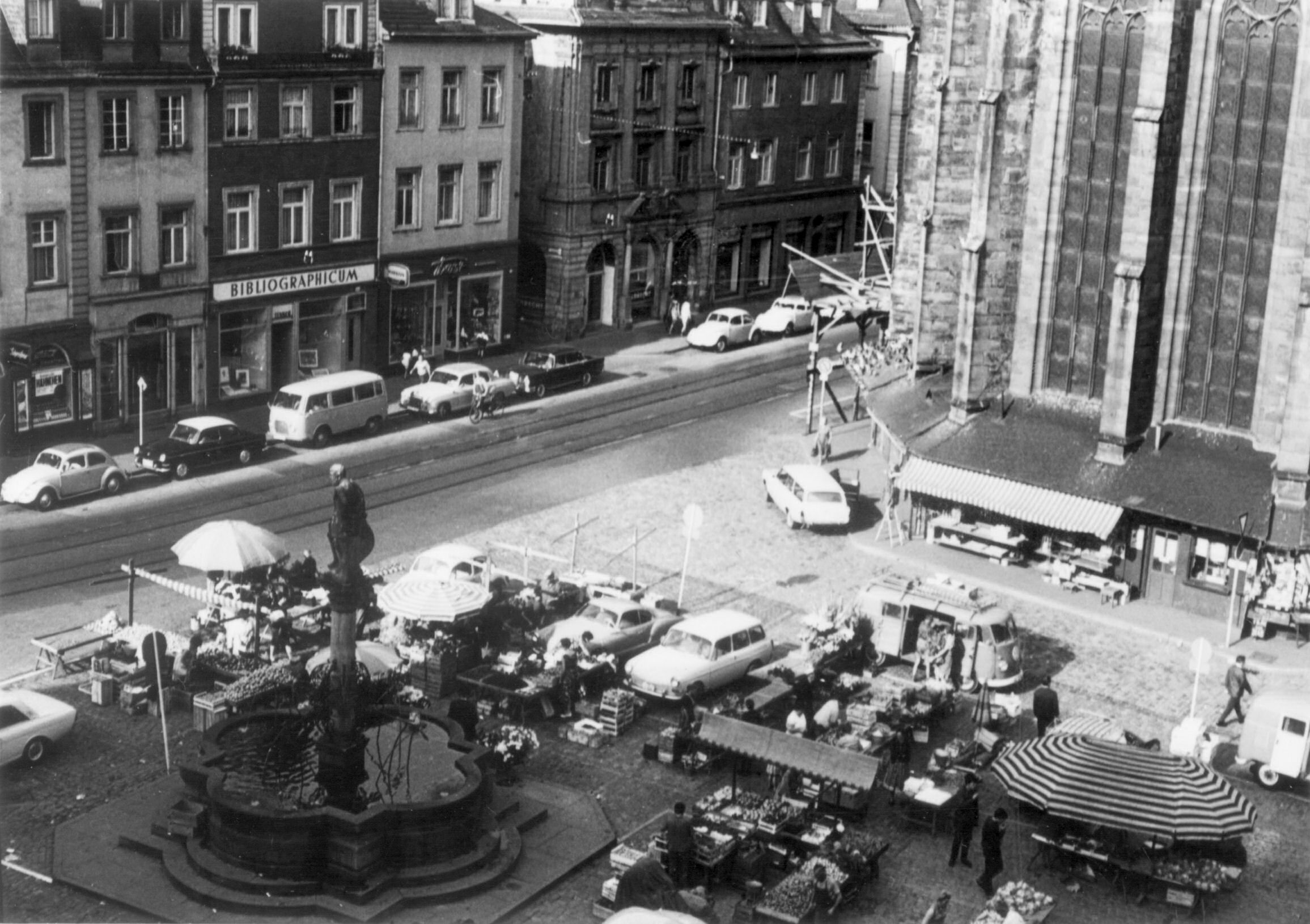
A Hauptstraße na Marktplatz quando ainda circulavam automóveis (1965)

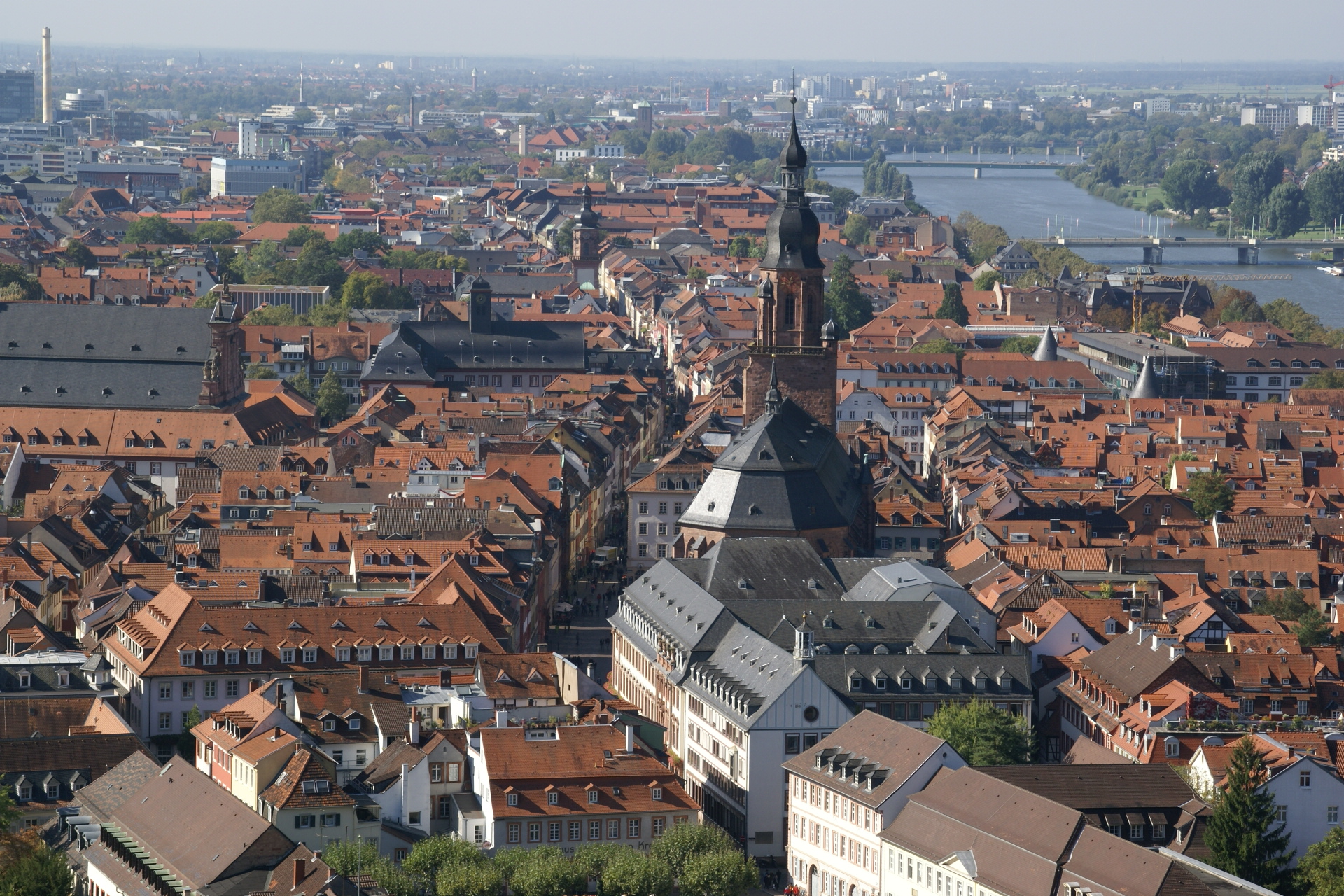
O percurso com curvas suaves da Hauptstraße através da Altstadt

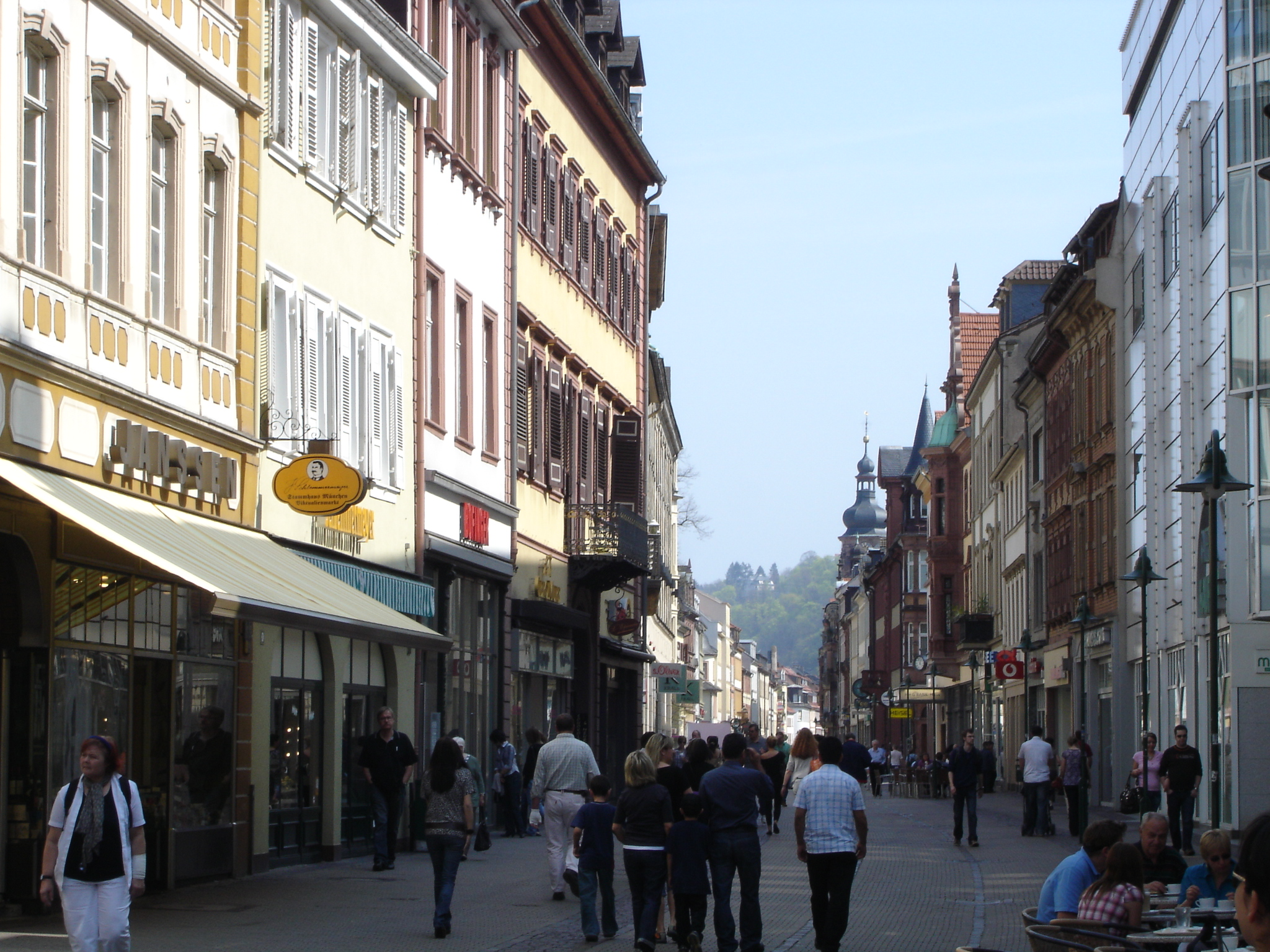
A Hauptstraße entre a Neugasse e a Akademiestraße

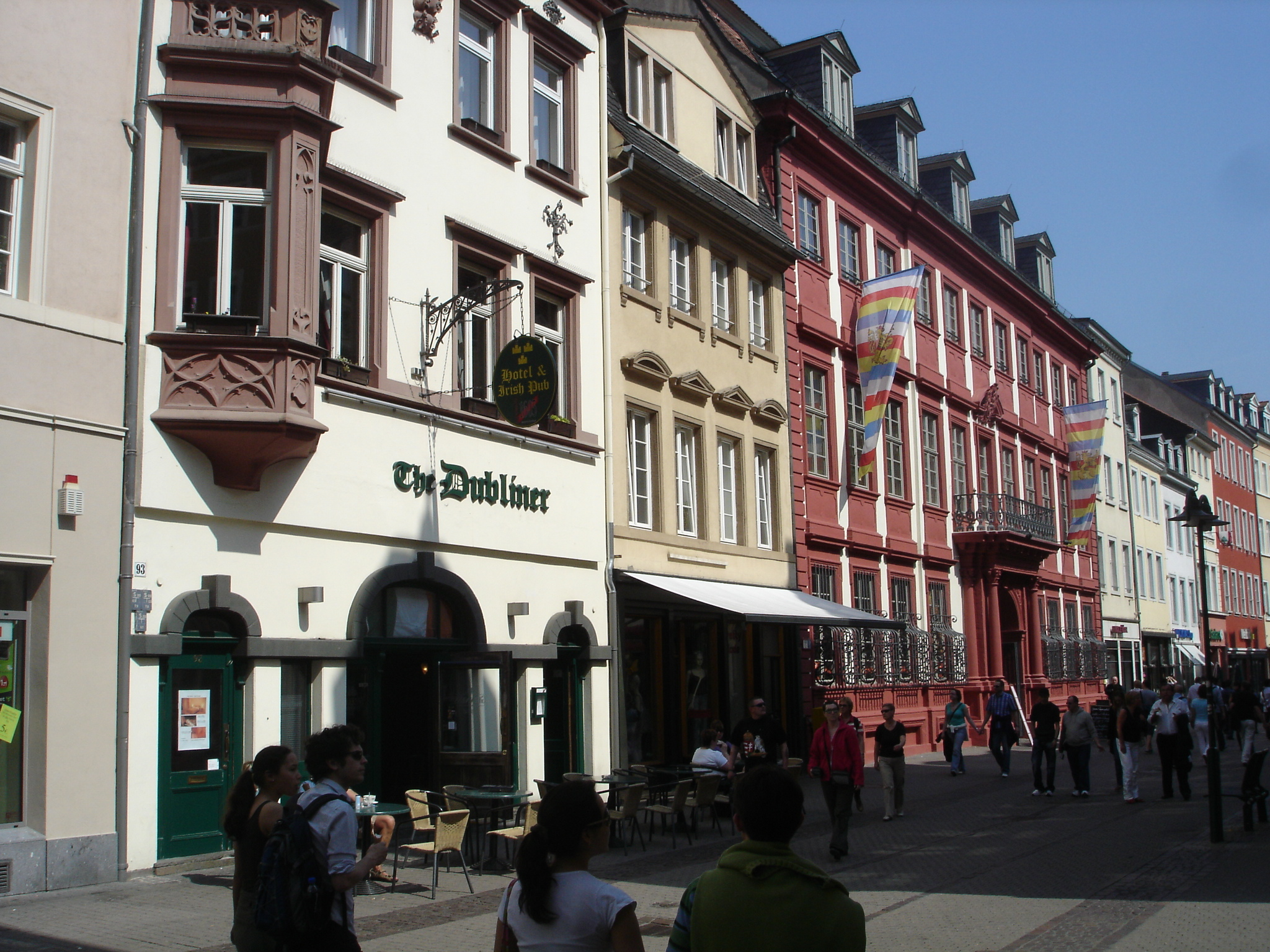
A Hauptstraße com o Palais Morass

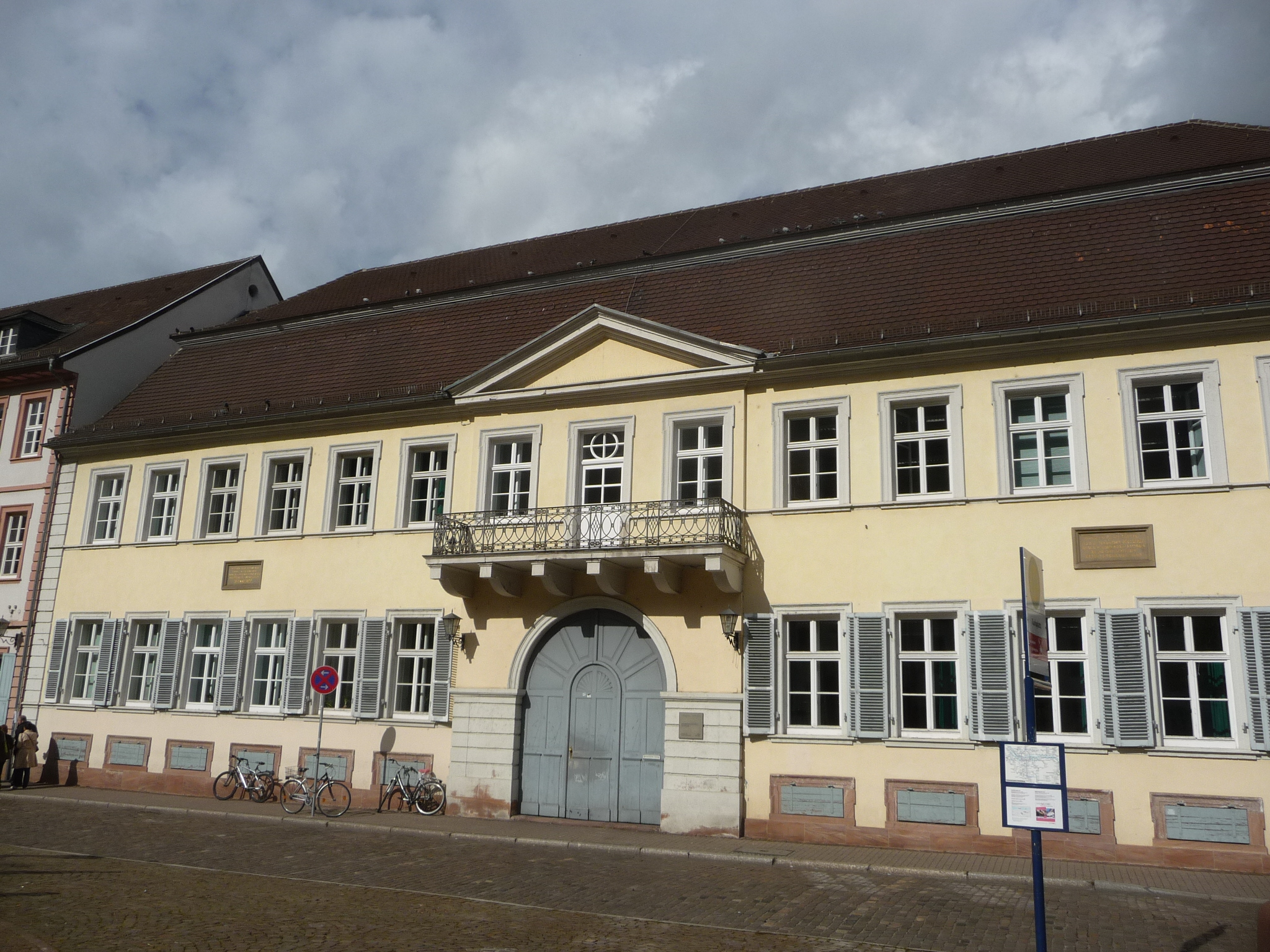
Palais Boisserée

Já entes da fundação da cidade em ca. 1220 existia no local da atual Hauptstraße um caminho, que no estabelecimento da cidade era usado como uma espinha dorsal. Em 1391 esta estrada foi denominada Obere Gasse, em 1491 platea magna (grande estrada) e em 1508 Speierer Straße. Desde 1689 é denominada Hauptstraße.
Nas suas extremidades leste e oeste havia portais. No leste, na área da atual Plankengasse, estava a Obere Tor, que foi substituída pelo Karlstor no século XVIII. Na extremidade leste, na área da atual Universitätsplatz, estava localizado o Niedere Tor, também denominado Speyerer Tor, mais tarde denominado Mitteltor, que foi demolido em 1827. No processo de expansão da cidade foi construída em 1392 uma ponte sobre o fosso existente neste local, sendo a Hauptstraße prolongada para o oeste. Na nova fronteira oeste da cidade foi construída a Speyerer Tor, substituída depois pela Mannheimer Tor na área da atual Bismarckplatz.
Apos a destruição de Heidelbergs na Guerra dos Nove Anos em 1693 a cidade foi reconstruída no estilo baroco, com assentamento nas antigas edificações. Assim a Hauptstraße manteve tanto seu percurso como sua largura original.
Em 1885 foi inaugurada a primeira linha de bondes tracionada a cavalo em Heidelberg, que se estendia desde a estação de trem (na atual Adenauerplatz) através da Hauptstraße até a Karlstor. Para a suave elevação entre a Theaterstraße e a Universitätsplatz (então Ludwigsplatz) era atrelado um segundo cavalo. Em 1902 a linha tracionada a cavalo foi substituída por uma linha eletrificada.
No mandato do prefeito Reinhold Zundel a Hauptstraße foi remodelada e o trânsito de veículos restrito. Em 1969 foi fechada para o trânsito regular, e em 1976 o conselho comunitário decidiu transformar a rua em um calçadão. Ainda no mesmo ano o trânsito de veículos foi interrompido, e em 1978 a remodelação da rua foi completada.

## Utilização
Antigamente a Hauptstraße foi um importante eixo de ligação também para o tráfego motorizado e um trecho da linha de bonde. Atualmente é um calçadão, com exceção do trecho entre o Kornmarkt e a Karlstor. É a mais significativa rua de comércio de Heidelberg e uma das mais frequentadas da Alemanha (2013: Posição 43), na média dos anos 2004–2013 foram registradas 5618 pessoas por hora. Ao lado do comércio varejista estão diversos restaurantes, alguns deles históricos, bem como instalações como a prefeitura, o Kurpfälzisches Museum der Stadt Heidelberg e partes da Universidade de Heidelberg.

## Edificações de destaque
- Nr. 37: Odeon-Lichtspielhaus
- Nr. 46: Bankhaus
- Nr. 47–51: Friedrichsbau
- Nr. 52: Haus zum Riesen
- Nr. 75: Gasthaus Perkeo
- Providenzkirche
- Nr. 97: Palais Morass
- Nr. 110: Wormser Hof
- Nr. 113: Badischer Hof
- Nr. 120: Haus Neukirch
- Nr. 117: Kümmelspalterei
- Nr. 126: Wohn- und Bankhaus
- Heiliggeistkirche
- Nr. 168: Haus Meder
- Nr. 191–201: Rathaus
- Nr. 178: Haus zum Ritter
- Nr. 207: Wohnhaus Roßhirt
- Nr. 190: Kurpfälzische Hofapotheke
- Nr. 209: Palais Boisserée
- Nr. 198: Wohn- und Geschäftshaus
- Nr. 213: Gasthaus Zum Seppl
- Nr. 234: Haus Buhl
- Nr. 217: Gasthaus Zum Roten Ochsen
- Nr. 235: Palais Weimar